# Нікольське (Кувандицький міський округ)
Ні́кольське (рос. Никольское) — село у складі Кувандицького міського округу Оренбурзької області, Росія.
Стара назва — Нікольськ.

## Населення
Населення — 490 осіб (2010; 587 у 2002).
Національний склад (станом на 2002 рік):
- татари — 94 %